# Martello (anatomia)
Il martelletto è un piccolo osso (circa 0,8 cm) pari e simmetrico contenuto all'interno dell'orecchio medio, il maggiore della catena degli ossicini dell'udito. Trasmette le vibrazioni prodotte dalle onde sonore dalla superficie interna della membrana timpanica all'incudine, con cui si articola. Presenta una testa, un collo, un manico e i processi anteriore e laterale.

## Aspetto

### Testa
La testa del martello è la larga estremità superiore dell'osso: di forma ovalare, si articola posteriormente con l'incudine (articolazione incudo-malleolare). Il resto della sua superficie è libero. La faccetta articolare è leggermente più stretta al centro, e consiste di una parte superiore più grande e di una parte inferiore più piccola, formando un angolo diedro di circa 90° l'una rispetto all'altra. Dal lato opposto al restringimento, il margine inferiore della faccetta articolare forma un processo detto "dente" o "sperone" del martello. Sulla testa si inserisce il legamento malleolare superiore, che si porta al tetto della cavità timpanica.

### Collo
Il collo del martello è la porzione ristretta dell'osso, posta appena al di sotto della testa. Sotto al collo è posta una prominenza da cui si dipartono il manico e i due processi. Ad esso si attacca il legamento malleolare laterale.

### Manico
Il manico (o manubrio) del martello è connesso alla membrana timpanica con il suo margine laterale. Si dirige verso il basso, medialmente e posteriormente ed è rastremato presso la sua estremità libera, che curva leggermente in avanti ed è appiattita trasversalmente (processo spatoliforme). La sua faccia mediale, presso la sua estremità superiore, presenta una leggera protuberanza, su cui si inserisce il tendine del muscolo tensore del timpano.

### Processo anteriore
Il processo anteriore del martello (4-5mm) è un'esile spina ossea, che origina dall'eminenza sotto al collo del martello e si dirige anteriormente verso la fessura petrotimpanica di Glaser, a cui è connessa dal legamento malleolare anteriore. Nel feto questo è il processo più lungo del martello ed è posto direttamente in continuità con la cartilagine di Meckel.

### Processo laterale
Il processo laterale del martello (1mm) è una proiezione ossea di forma leggermente conica, che origina dalla base del manico. Si dirige lateralmente ed è attaccata alla porzione superiore della membrana timpanica e, grazie alle pieghe malleolari anteriore e posteriore, alle estremità del solco di Rivino.

## Ossificazione
Embriologicamente il martello deriva dal primo arco faringeo, così come il resto delle ossa coinvolte nella masticazione (quali l'osso mascellare e la mandibola). La cartilagine di Meckel derivante da esso, posteriormente, va a formare l'abbozzo che, durante il quarto mese di gestazione verrà sostituito da tessuto osseo per ossificazione encondrale. Questo si unirà due mesi dopo con quello che sarà il processo anteriore dell'osso definitivo, formatosi per ossificazione intramembranosa.

## Evoluzione
Il martello è presente esclusivamente nei mammiferi ed è evoluto da un osso della mascella inferiore presente nei primi amnioti detto osso articolare, che tuttora forma parte della articolazione mandibolare dei rettili e degli uccelli.

## Ulteriori immagini

La catena degli ossicini dell'udito. Il martello è indicato in color sabbia
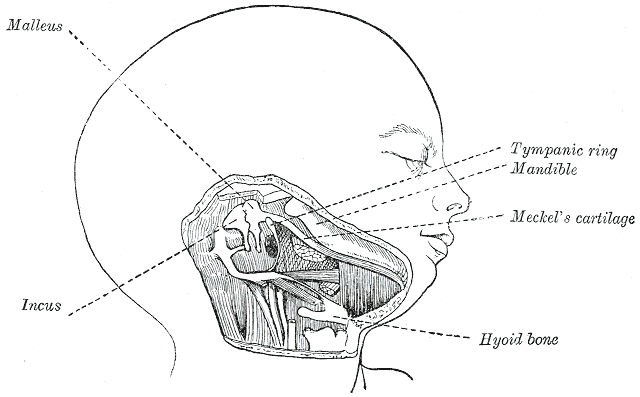
Testa e collo di un embrione umano di 18 settimane, con la cartilagine di Meckel e l'osso ioide in evidenza.
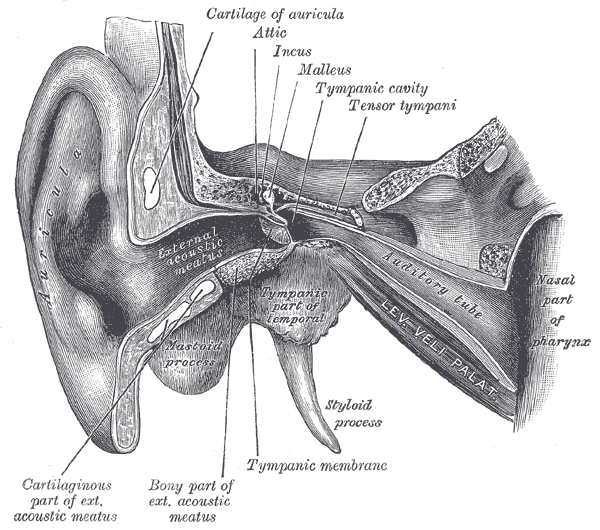
Orecchio esterno ed orecchio medio destri sezionati, visti frontalmente.
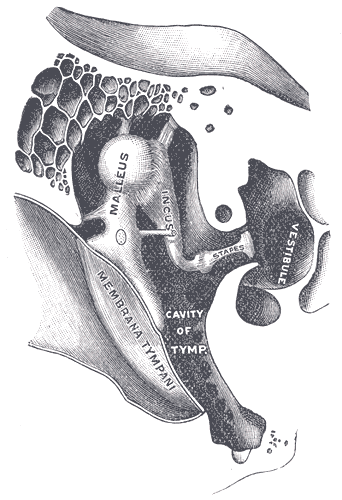
Catena degli ossicini dell'udito e dei corrispettivi legamenti, visione frontale di una sezione verticale dell'orecchio medio.